# Cembalo ad arco
Il cembalo ad arco, chiamato anche Geigenwerk (in tedesco) o "cembalo a ruote", è uno strumento a tastiera e a corde sfregate, di forma simile a quella del clavicembalo.
Lo strumento è dotato di più ruote (ricoperte di pergamena e messe in azione mediante una manovella) contro le quali, le corde vengono sfregate quando sono leggermente sollevate dal suonatore, che abbassa i tasti.
Un primo disegno di costruzione di questi tipi di strumenti proviene da Leonardo da Vinci (vedi: Viola organista).

## Storia
Il cembalo ad arco fu inventato nel 1575 dall'organista Hans Christoph Heyden di Norimberga. Nel 1576, un primo strumento fu consegnato alla cappella della corte di Monaco.
Solo il Museo degli strumenti musicali di Bruxelles (MIM) conserva un cembalo ad arco: lo strumento è stato costruito intorno al 1625 in Spagna, da un monaco di nome Raymundo Truchado.
I vantaggi erano un prolungamento del suono, la possibilità di un vibrato e delle sfumature piano, forte... che non erano possibili sugli strumenti a corde pizzicate, come il clavicembalo. Al contrario, come nel caso del cembalo ad arco, è necessaria la presenza di un assistente per girare una manovella che mette in azione le ruote. Questo strumento è una rarità che non ha conosciuto alcuna diffusione attendibile.